# K (película, 1997)
K es una película del género thriller franco - alemán coescrita, producida y dirigida por Alexandre Arcady, estrenada en 1997. Se trata de la adaptación de la novela No kaddish para Sylberstein de Guy Konopnicki .

## Sinopsis
Samuel Bellamy (Patrick Bruel), un joven inspector de policía, se hace amigo de Joseph Katz (Pinkas Braun), un viejo comerciante judío que escapó de los campos de exterminio. A Samuel y Joseph les gusta jugar al ajedrez, pero una mañana en la tienda de Joseph, cuando Samuel acababa de perder contra Joseph, un alemán entra en el mercado de pulgas. Joseph reconoce a Rudi Guter (Hans Meyer), un ex oficial de las SS que masacró a su familia durante la guerra. Guter reconoce a Joseph por una marca de nacimiento detrás de su oreja izquierda. Los dos hombres pelean en la tienda, mientras Samuel intenta llegar al mercado de pulgas en un intento de detenerlos.
Pero demasiado tarde, Guter, que no había venido solo, llama a sus hombres para pedir ayuda, Katz saca una pistola y le dispara frente a los ojos de Sam. Katz es finalmente arrestado por la policía y Sam tiene que llevarlo a la comisaría, pero no queriendo que sea juzgado, libera a su viejo amigo y quiere confiarlo a su padre que tiene que irse a Israel. Poco después, los hombres de Guter localizan a Katz en la tienda del padre de Sam. Katz logra escapar, pero es encontrado muerto esa misma noche después de que su tienda explota.
De hecho, el que Samuel confunde con Joseph es solo un ex nazi. Este último ha asumido todas las apariencias de un judío practicante, que conoce los ritos judíos y el yidis. Este Katz eliminó a Guter, que estaba tras su rastro y había estado trabajando para la KGB y la antigua RDA desde entonces. Después de varios giros y vueltas, Samuel descubre el engaño y ejecuta a Katz. Dado que Katz era un ex nazi, el kadish, la oración por los judíos muertos, no podía ser recitada decentemente por este criminal.

## Ficha técnica
- Título original : K
- Realización : Alexandre Arcady
- Guion : Alexandre Arcady, Antoine Lacomblez y Jorge Semprún, basada en la novela No kaddish for Sylberstein de Konopnicki .
- Música : Philippe Sardé
- Decorados : Tony Egry
- Trajes : Claire Fraisse
- Fotografía : Gerry Fisher
- Sonido : Dominique Levert, Gérard Lámps, Jean Goudier
- Montaje : Joële van Effenterre, asistido por Marie de la Selle
- Producción : Alexandre Arcady
- Sociedades de producción : New Light Films ; Alexandre Films y TF1 Films Production (coproducción)
- Empresa distribuidora : Fox Francia
- País de origen : Francia  Alemania
- Idiomas originales : francés, yidis, alemán
- Género : suspense
- Duración : 135 minutos
- Fechas de estreno :
  -  Francia :27 de agosto de 1997
  -  Suiza : 22 de agosto de 1997
  - Quebec :7 de noviembre de 1997
- Prohibido para niños menores de 12 años en Francia

## Intérpretes
- Patrick Bruel : Samuel « Sam » Bellamy
  - Mathieu Brehier : Samuel Bellamy, enfant
- Isabella Ferrari : Emma Güter
- Marthe Keller : Nora Winter
- Pinkas Braun : Joseph Katz
- Jean-François Stévenin :El Comisario Cortès
- Dieter Kirchlechner : Hermann
- Dan Torjman : Yan
- Burkhard Heyl : Helmut
- Pierre Abbou : Ourt
- Keren Ann Zeidel : Judith
- Shmuel Atzmon : Ofer
- Richard Berry : El narrador
- Michal Bijio : Michal
- Denis Braccini : Un oficial de policía en el hospital
- Marc Prin : Un oficial de policía en el hospital
- Jan Gerd Buss
- Jean-Claude de Goros : Duparc
- Albert Dray : Marco
- Attila Egry :El Inspector Dumont
- Benny Guedj : Daniel
- Helga Göring : La tía de Emma
- Jean-Yves Haouzi : el joven chico
- Andreas Hoppe : Hans
- Emile Kaçmann : El Rabino
- Serge Kimmoun : Albert
- Antoine Lacomblez : El médico del hospital
- Lucien Layani : El señor Bellamy
- Samy Layani : El francotirador
- Jean-Paul Leventoux : El Doctor Mossad
- Patrick Levy : Dan
- Hans Meyer : Rudi Guter
- Itzhak Moshkovich :El empleado Yad Vashem
- Uwe Poppe
- Daniel Rivière :El Inspector Artois
- Joseph Summer :El falso turista

- La familia Stein :
  - Laurent Berman
  - Hazel Carr
  - Julien Courbey
  - Jules Fainzang
  - Sarah Rozenberg
  - Judith Vittet
  - Benjamin Zimet

## Producción
Alexandre Arcady explica el título K como « Asesino, Kafka, Kuwait, KGB, Kaddish … " 

## Sobre la película
- Esta es la cuarta colaboración entre Patrick Bruel y Alexandre Arcady, habiendo trabajado anteriormente en Le Coup de sirocco, Le Grand Carnaval y L'Union Sacrée .
- Jorge Semprún también trabajó en la película Z de Costa-Gavras. Escribió El largo viaje donde habló de su pasado como deportado. Éste es uno de los temas principales de K.
- Alexandre Arcady tuvo la idea de realizar esta película con motivo del cincuentenario de la liberación del campo de Auschwitz .
- La película se rodó en París, Roissy-en-France (Val-d'Oise, Francia), Berlín y Hamburgo (Alemania), Tel Aviv (Israel)